# Hermann Einsele
Hermann Christof Einsele (*  1958 in Stuttgart) ist ein deutscher Hämatologe und Onkologe und Professor an der Julius-Maximilians-Universität Würzburg.

## Leben
Hermann Einsele wurde als Sohn von Ruth und Gerhard Einsele in Stuttgart geboren. Nach dem Abitur studierte er Humanmedizin in Tübingen, Manchester und London und schloss das Studium 1984 mit dem medizinischen Staatsexamen ab. Während seiner Zeit als Assistenzarzt am Universitätsklinikum Tübingen unternahm er Forschungsaufenthalte am Max-Planck-Institut für Biochemie in Martinsried und am Fred Hutchinson Cancer Research Center in Seattle. 1986 promovierte er zum Thema „Untersuchung peroxidativer Reaktionen in Erythrocyten“, 1992 folgte die Habilitation. 1999 wurde Einsele zum außerplanmäßigen Professor ernannt. Seit 2004 ist Einsele als Nachfolger von Klaus Wilms Direktor der Medizinischen Klinik und Poliklinik II des Universitätsklinikums Würzburg und Lehrstuhlinhaber für Innere Medizin II der Julius-Maximilians-Universität Würzburg.  Von 2015 bis 2022 war Einsele einer von fünf Vizepräsidenten der Universität Würzburg.

## Wirken
Einsele gilt als Experte auf dem Gebiet des Multiplen Myeloms, der zellulären Immuntherapie (CAR-T-Zellen, bispezifische Antikörper) und der Invasiven Aspergillose bei hämatologischen und onkologischen Patienten. Seine Forschungsarbeiten werden unter anderem von der Deutschen Forschungsgemeinschaft, Förderprogrammen der EU-Kommission (EUFP5, EUFP6, EUFP7, EU Horizon Europe), der Deutschen Krebshilfe, der Deutschen José Carreras Leukämie-Stiftung, den National Institutes of Health und der Wilhelm-Sander-Stiftung gefördert. 2003 erhielt er den Van Bekkum Award der European Group for Blood and Marrow Transplantation, die höchste jährliche europäische Auszeichnung für Forschungen auf dem Gebiet der Stammzelltransplantation. 2013 erfolgte am Universitätsklinikum Würzburg die Gründung der „Wilhelm-Sander-Therapieeinheit Multiples Myelom“, die von der Wilhelm-Sander-Stiftung gefördert und von Einsele zusammen mit Stefan Knop geleitet wird. 2014 wurde er in die Akademie der Wissenschaften und der Literatur Mainz gewählt. Für den Zeitraum vom 1. Januar 2020 bis 31. Dezember 2021 wurde Einsele zum Vorsitzenden der Deutschen Gesellschaft für Hämatologie und medizinische Onkologie (DGHO) gewählt. 2023 wurde er zum Mitglied der Academia Europaea gewählt. Im Jahr 2024 wurde Hermann Einsele in der Sektion Innere Medizin und Dermatologie in die Nationale Akademie der Wissenschaften Leopoldina aufgenommen.

## Mitgliedschaften
- Stiftungsrat der Wilhelm-Sander-Stiftung[8]
- Wissenschaftlicher Beirat der Bundesärztekammer[9]
- Leitung der Deutschen Studiengruppe Multiples Myelom (DSMM)[10]
- Ärztebeirat der Multiples Myelom Selbsthilfe Österreich[11]
- Vorstandsmitglied des Interdisziplinären Zentrums für Klinische Forschung Würzburg[12]
- Mitglied des Zentrums für Infektionsforschung der Julius-Maximilians-Universität Würzburg[13]
- 2011 Honorary Fellow of the Royal College of Pathology, London, UK[14]
- 2012–2021 Advisory Board Member im Förderprogramm "Zwanzig20 – Partnerschaft für Innovation", Bundesministerium für Bildung und Forschung (BMBF)
- Seit 2014 Mitglied der Akademie der Wissenschaften und Literatur, Mainz, Deutschland
- Seit 2020 Councilor, Board der European Hematology Association (EHA), Amsterdam, NL[15]
- 2014–2020 ERC Grant Reviewer (Consolidator/Advanced Grants), Brüssel, Belgien[16]
- 2014–2021 Mitglied des Grants Committee for clinical studies of the DFG, Bonn, Deutschland
- Seit 2022 Vorsitzender der Deutschen Gesellschaft für Hämatologie und Onkologie (DGHO)[17]

## Engagement in der Forschung
- 2012 Nobel Lecturer Stem Cell Biology/Transplantation, Nobel Forum Karolinska Institutet, Stockholm, Schweden
- Seit 2015 Principal Investigator, DFG CRC / TRR 124: “Pathogene Pilze und ihr menschlicher Wirt: Netzwerke der Interaktion – FungiNet”, Projekt A2[18] / Project A8[19]
- Seit 2018 Project Head, DFG CRC / TRR 221: “Steuerung der Transplantat-gegen-Wirt- und Transplantat-gegen-Leukämie-Immunreaktionen nach allogener Stammzelltransplantation”, Projekt A03[20]
- Seit 2020 Vorsitzender des Wissenschaftlichen Beirats der Wilhelm-Sander-Stiftung, München, Deutschland
- 2021 Organisation der ESH European School of Haematology “3rd How to Diagnose and Treat Multiple Myeloma”[21], virtual
- Seit 2021 Projektleiter (Principal Investigator), DFG Clinical Research Group 5001 "Periphere Mechanismen von Schmerz und deren Rückbildung"[22]
- Seit 2021 Co-Coordinator, DFG CRC/TRR 338: LETSIMMUN – Lymphozyten Engineering für Therapeutische Synthetische Immunität[23]
- 2023 Organisation der ESH European School of Haematology “4th How to Diagnose and Treat Multiple Myeloma”, Berlin, Deutschland[24]
- Seit 2023 Projektleiter (Principal Investigator), European Commission, Horizon Europe Framework Program, “ELMUMY – Elucidation of risk factors and health determinants associated with progression of monoclonal gammopathies to multiple myeloma”[25]
- Seit 2023 Sprecher des "Nationalen Centrums für Tumorerkrankungen – NCT WERA, Research and Technology"[26] (BMBF)

## Auszeichnungen
- 2003 Van Bekkum Award, European Group for Blood & Marrow Transplantation (EBMT)
- 2022 Erasmus Hematology Award 2022, Erasmus University Medical Center, Rotterdam, NL
- 2022: Bayerischer Verfassungsorden[27]
- 2023: Emil-von-Behring-Vorlesung der Deutschen Gesellschaft für Transfusionsmedizin und Immunhämatologie.[28]
- 2024: Aufnahme als Mitglied in die Nationale Akademie der Wissenschaften Leopoldina
- 2025: Aufnahme als Mitglied in die Bayerische Akademie der Wissenschaften